# Juan del Arco Pérez
Juan del Arco Pérez (Leganés, Espanya) és un jugador d'handbol del BM Granollers que juga a la Lliga ASOBAL la seva posició és la de central.